# Michael Francis Buttigieg
Michael Francis Buttigieg (ur. 3 listopada 1793 w Qali, zm. 12 lipca 1866 w Victorii) – maltański prałat, który w 1864 został pierwszym biskupem Gozo.

## Życiorys
Mikiel Franġisk Buttigieg urodził się 3 listopada 1793 w miejscowości Qala na wyspie Gozo, Malta. 21 grudnia 1816 został wyświęcony na księdza. Wiele lat później, w 1863, został powołany na biskupa pomocniczego Malty. Konsekrowany 3 maja 1863 w rzymskim kościele Santissima Trinità Montecitorio przez włoskiego kardynała Niccolę Paraccianiego jako tytularny biskup Lete.

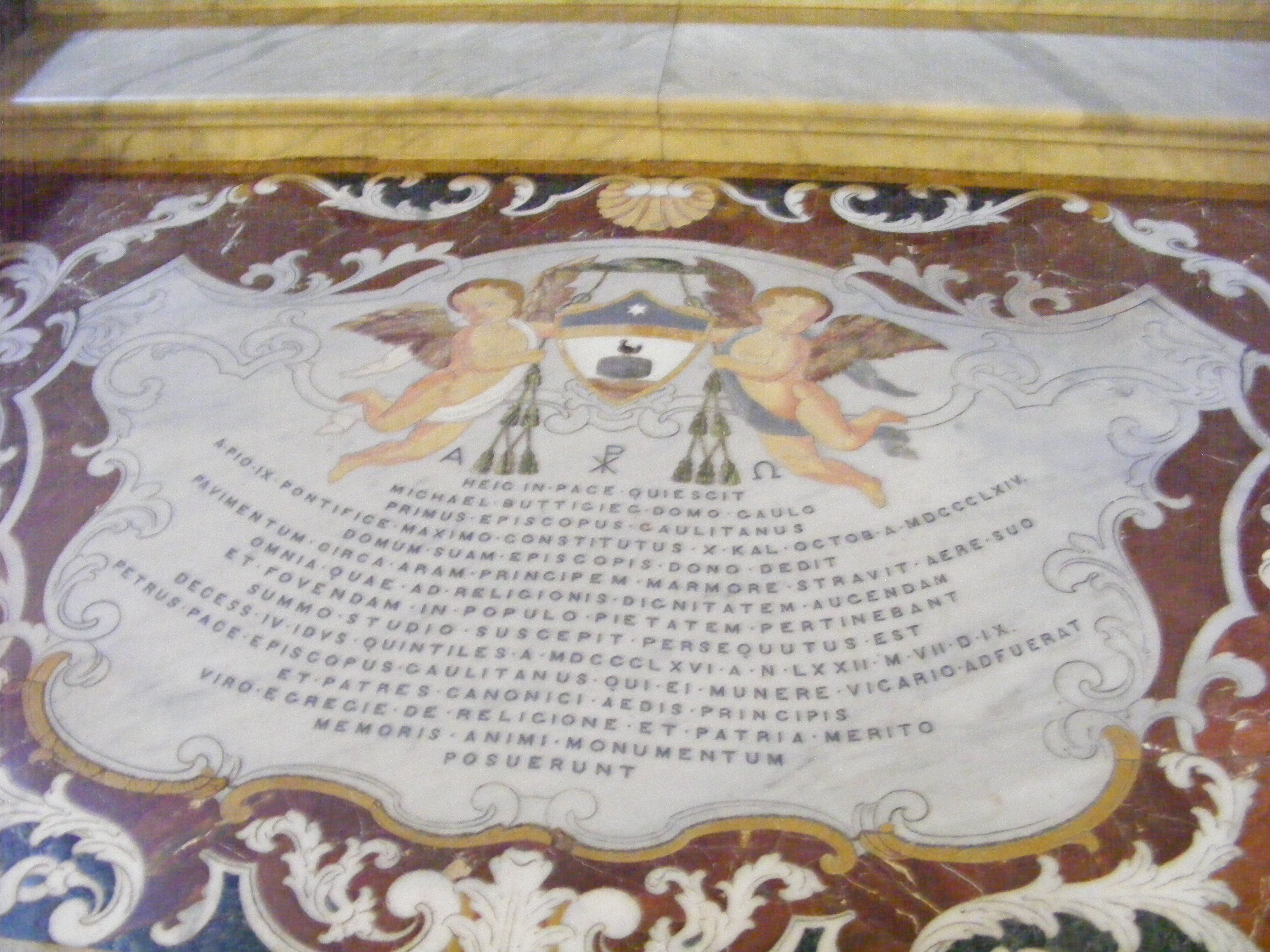
Płyta nagrobna biskupa Buttigiega

Rok później, w 1864, papież Pius IX utworzył Diecezję Gozo, i Buttigieg został ustanowiony jej pierwszym biskupem. 23 października 1864 objął obowiązki gospodarza diecezji.
Biskup Buttigieg zmarł w Rabacie na Gozo 12 lipca 1866 w wieku 72 lat. Pochowany został w katedrze Wniebowzięcia w Cittadelli, górującej nad stolicą wyspy.